# 天空部落
天空部落是由天空傳媒提供的部落格服務平台（BSP），於2018年10月1日停止服務。

## 概要
2005年3月20日蕃薯藤與樂多簽署合作協議，推出Yam Blog樂多日誌。
2006年9月1日蕃薯藤與網絡數碼（Webs-tv）合併後，樂多公司提出停止聯名合作，Yam Blog改採天空的系統。在網絡數碼更名為天空傳媒之後，推出新品牌「yam天空」，「Yam Blog」亦更名為「yam天空部落」。yam天空部落提供的內容包括網誌、日記、無限容量的相簿、影音上傳。
2016年8月起宣布實施舊版部落格認證作業，2018年7月6日停止認證。
2018年8月7日，宣布將在同年9月17日停止所有用戶編輯部落格的權限，並在10月1日刪除天空部落全站所有的檔案，形同宣告天空部落將走入歷史。

## 外部連結
- 樂多日誌